# 李岫
李岫（?—?），唐朝官员，李林甫的长子。
王鉷的儿子王準，為衛尉少卿，斗鸡供奉禁中，李岫为将作监，也被唐玄宗親近，王準非常驕横，常常戏谑李岫，李岫常落于下风。李岫見父亲權勢熏天，非常恐懼，曾经跟從父亲游後園，見运输重物的役人，跪下哭着说：「父亲大人居相位日久，现在眼前一片枳棘，一旦禍至，想要像这些役人一样还能做得到吗？」李林甫不高兴：「勢态已然，能怎么办？」李岫的弟弟李崿为司储郎中，李屿为太常少卿；妹夫张博济为鸿胪少卿，郑平为户部员外郎，杜位为右补阙，齐宣为谏议大夫，元撝为京兆府户曹。李林甫死后，杨国忠诬奏李林甫暗中勾结叛胡阿布思。天宝十二载（753年）正月，唐玄宗将李林甫追奪官爵，开棺挖出他口中所含珠金紫，用庶人禮改葬；李岫、李崿、李屿等全部流放嶺南、黔中，各給奴婢三人，籍没其家；張博濟、鄭平、杜位、元撝，宗族李復道、李光等五十人，全部貶官。

## 資料來源
- 《旧唐书》李林甫传
- 《新唐书》李林甫传